# نوفیت بوزولیوو
نوفیت بوزولیوو (به بلغاری: Neofit Bozvelievo) یک منطقهٔ مسکونی در بلغارستان است که در شهرستان مومچیلگراد واقع شده‌است.